# Martin Kasík
Martin Kasík (* 30. listopadu 1976 Frenštát pod Radhoštěm) je český klavírista.

## Kariéra
Vystudoval Janáčkovu konzervatoř v Ostravě u prof. Moniky Tugendliebové a pražskou AMU ve třídě prof. Ivana Klánského. Své interpretační dovednosti si zdokonaloval mistrovskými kurzy u Lazara Bermana, Garricka Ohlssona, Christiana Zachariase, Paula Badury-Skody. Vítězství v soutěži Pražského jara 1998 a Young Concert Artists v New Yorku 1999 mu otevřelo cestu do světových koncertních síní a na mezinárodní festivaly – Carnegie Hall, Velký sál Berlínské filharmonie, Wigmore Hall, Tonhalle Zürich, Gewandhaus v Lipsku, Concertgebouw v Amsterdamu, De Doelen v Rotterdamu, Finlandia Hall v Helsinkách, Auditorio v Barceloně, Suntory Hall v Tokiu, Kennedy Center ve Washingtonu aj.
Pod taktovkou dirigentů (Pinchas Zukerman, Marin Alsop, Yakov Kreizberg, Ingo Metzmacher, Serge Baudo, Ken-Ichiro Kobayashi, Libor Pešek, Jakub Hrůša, Tomáš Netopil) vystoupil s Chicago Symphony Orchestra, Minneapolis Symphony Orchestra, New York Chamber Philharmonic, DSO Berlin, Tonhalle-Orchester Zürich, Stuttgarter Philharmoniker, Rotterdam Symphony Orchestra, Helsinki Philharmonic, Singapore Philharmonic. Pravidelně spolupracuje s Českou filharmonií a s Pražskými symfoniky.
Martin Kasík se mimo svou koncertní činnost a komorní hru věnuje výchově mladé generace na HAMU v Praze a na Pražské konzervatoři. Je uměleckým ředitelem Mezinárodního Chopinova festivalu v Mariánských Lázních. Jeho nahrávky pro společnosti Arco Diva a Supraphon získaly nejvyšší ocenění v časopisech Gramophone, Repertoire a Harmonie.

## Zajímavost
Dne 8. listopadu 2022 na 8. benefičním koncertu Institutu Bohuslava Martinů v Profesním domě v Praze provedl Martin Kasík spolu s violoncellistou Petrem Nouzovským první uvedení nově objevené skladby Bohuslava Martinů, Romance pro housle a klavír (H 186bis). Skladba byla uvedena v transkripci pro violoncello a klavír.